# SKUTR
SKUTR je režijní duo, které tvoří Martin Kukučka (1979) a Lukáš Trpišovský (1979), kteří se seznámili na katedře alternativního a loutkového divadla Divadelní fakulty AMU. Od sezony 2022/2023 jsou uměleckými řediteli Činohry Národního divadla. 

## Název SKUTR
SKUTR je složenina z jmen obou režisérů. Přezdívku pro režisérské duo vymysleli jejich spolužáci na DAMU. Označení SKUTR se ujalo a Martin Kukučka s Lukášem Trpišovským si ho zvolili jako svou uměleckou značku.

## Kariéra
Martin Kukučka a Lukáš Trpišovský se potkali během studií na DAMU, kde oba studovali pod vedením profesora Josefa Krofty a profesora Miloslava Klímy. Již jejich absolventské inscenace vzbudily zájem kritiků a zřejmě právě proto je po ukončení studia na DAMU přizval ředitel Divadla Archa Ondřej Hrab ke spolupráci.

### Společné začátky
Poprvé začali spolupracovat ve druhém ročníku DAMU, když Lukáš Trpišovský dostal nabídku, aby udělal pro zahájení festivalu v Karlových Varech Prokofjevovou pohádkou Péťa a Vlk. Z časových důvodů a náročnosti práce oslovil s žádostí o pomoc právě Martina Kukučku. Oba během procesu tvorby zjistili, že mají velmi podobné divadelní smýšlení, zajímají je shodné věci a umí se v nich skvěle doplnit. Martin Kukučka zastupuje v duu dynamický prvek, který se stará o vývoj. Naopak Lukáš Trpišovský vytváří základ a stabilitu.
Spolupráce SKUTRu pokračovala i po skončení festivalu v Karlových Varech, neboť již jejich absolventské práce vzbudily zájem kritiků i diváků. Hned po absolutoriu jim ředitel Divadla Archa Ondřej Hrab nabídl spolupráci a divadelní zázemí. V rámci tvůrčí laboratoře Archa.lab, která vznikla pod hlavičkou Divadla Archa, se vytvořila řada úspěšných inscenací. Příkladem inscenací, které během této spolupráce vznikly, jsou představení Nickname (2004), Understand (2005) či Plačky (2008).

### Další činnosti
SKUTR se kromě režisérské práce zaměřuje i na pedagogickou činnost. Martin Kukučka a Lukáš Trpišovský jsou odbornými asistenty na pražské DAMU pro obory režie, dramaturgie a herectví. Skrze pedagogickou práci se snaží přiblížit studenty mezinárodní divadelní tvorbě. Z tohoto důvodu vytváří platformu pro společné mezinárodní studentské projekty, do kterých je zapojený německý IAT Giessen, polská PWST Wroclaw – Kraków a AT Warszawa, VŠMU Bratislava, srbská FDU Bělehrad.
Režiséři mají i bohatou zkušenost s výukou v zahraničí. Vedli workshopy v Bělehradě, Bratislavě, Londýně, Tczewě, Wroclawi a mnoha dalších městech.

## Tvorba
SKUTR se věnuje autorským představením, režii oper, baletu, činohry a novému cirkusu. Autorská tvorba v podání SKUTRu je multižánrová. Kombinuje tanec, akrobacii, loutky, improvizaci, audiovizuální projekce či lightdesign. Inspirací pro vznik inscenací jsou jim lidé, témata samotná, prvky, tradice, nejnovější informační technologie, nový cirkus a konkrétní místa vzniku představení.
Kombinací výše zmíněných prvků vznikla představení, která byla například inspirovaná internetovou komunikací (Nickname Archivováno 6. 12. 2021 na Wayback Machine.), novým cirkusem (La Putyka) a představení čerpající z andersenovských témat (Malá mořská víla Archivováno 6. 12. 2021 na Wayback Machine.) či lidových tradic . Kromě autorské tvorby se věnují rovněž režii opery, samotného cirkusu či tanečních inscenací.

### Pole působnosti
SKUTR působí na českých i evropských scénách. Z předních českých scén jsou to třeba Národní divadlo v Praze, Brně i Ostravě, Klicperovo divadlo v Hradci Králové, Divadlo Na zábradlí, Divadlo Petra Bezruče, HaDivadlo, Jihočeské divadlo, Otáčivé hlediště Český Krumlov či Letní Shakespearovské slavnosti. V zahraničí působili mimo jiné v Aalto-Musiktheater Essen, Hellerau Dresden v Německu a dále v Polsku, Srbsku a na Slovensku.
Jejich inscenace se představily na mnoha prestižních festivalech v Evropě a Asii. Například na festivalu Fringe ve skotském Edinburghu absolvovala jejich inscenace Plačky Archivováno 9. 5. 2021 na Wayback Machine. 22 repríz a byla dokonce nominována na Total Theatre Award. V Bělehradě měla úspěch jejich inscenace Neograničjene linije Archivováno 9. 5. 2021 na Wayback Machine. a v Teatrze ziemi lubuskiej v polské Zielonej Gorze projekty Teraz na zawsze Archivováno 9. 5. 2021 na Wayback Machine. a Spigel im Spigel Archivováno 9. 5. 2021 na Wayback Machine.. Inscenací Joke Killers, vytvořenou spolu s Adélou Laštovkovou, pak reprezentovali Českou republiku na světové výstavě Expo 2010 v čínské Šanghaji. Jejich inscenace tedy mohli diváci spatřit na festivalech v Srbsku, Polsku, Litvě, Itálii, Německu, Rumunsku, Slovensku, Číně či v Jižní Koreji. 

## Divadlo v Dlouhé
Spolupráci s Divadlem v Dlouhé zahájil SKUTR v divadelní sezoně 2017/2018, kdy na prkna, co znamenají svět, uvedl Čechovovu inscenaci Racek. Od této divadelní sezony se režiséři stali členy uměleckého vedení divadla.
V rámci spolupráce s divadlem vzniklo pět inscenací (Racek Archivováno 8. 8. 2020 na Wayback Machine., Sen v červeném domě Archivováno 8. 8. 2020 na Wayback Machine., Dopisy Olze Archivováno 9. 5. 2021 na Wayback Machine., Sonety Archivováno 9. 5. 2021 na Wayback Machine. Mistr a Markétka).
Dlouhá je dle slov SKUTRů místo, kde mohou rozvíjet typ divadla opřený o zvukové plochy, a zároveň jim nikdo nebrání, aby se rozšiřovali i do jiných divadel. Dále na Divadle v Dlouhé oceňují, že nikdy nebylo místem jednoho názoru a vést dialog je vítané.

## Národní divadlo v Praze
V listopadu roku 2021 bylo režijní duo SKUTR na doporučení výběrové komise jmenováno generálním ředitelem Národního divadla Janem Burianem do funkce uměleckého vedení Činohry Národního divadla. Tu povedou od divadelní sezony 2022/2023 a jako kmenového režiséra si přivedou Michala Vajdičku, který dříve působil v Dejvickém divadle a Činohře Slovenského národního divadla v Bratislavě.
Nebude to však poprvé, kdy budou Lukáš Trpišovský a Martin Kukučka pro Národní divadlo tvořit. Jako režiséři již pro první českou scénu připravili během let 2006 až 2021 osm inscenací.  Výsledek výběrového řízení shrnul Jan Burian slovy: „Vítězný projekt reflektoval potřebu širšího zaměření estetické podoby inscenací Národního divadla a je podpořen dobrou zkušeností uměleckého souboru s předchozí tvorbou režijního dua."
Režijní duo na začátku svého období slibuje, že budou v Národním divadle usilovat o vytvoření jakési širší různorodé umělecké platformy, nikoliv o "zaplavení divadla SKUTRem". V plánu je ponechat Historickou budovu Národního divadla "klasickému dramatu", neboť tato budova je spjata s českou identitou a očekává se tam určitý typ interpretace daného (klasického) titulu. S moderním, silným inscenačním a režijním výkladem klasického textu budou obsazovat Státní operu a Novou scénu si tak uvolní pro experimentální divadlo.

## Ocenění a nominace
Mimo ocenění uvedených v tabulce níže získalo režijní duo SKUTR také například Cenu města Plzeň, Cenu Josefa Hlávky či třikrát po sobě nominaci na talent roku Ceny Alfréda Radoka. Byli několikrát nominováni také na cenu Sazky a Divadelních novin. Významná je rovněž nominace na Total Theatre Aword za inscenaci Plačky na Festivalu ve Skotském Edinburghu. 
| Rok  | Ocenění/festival                                            | Kategorie                       | Inscenace                                                           | Výsledek  |
| ---- | ----------------------------------------------------------- | ------------------------------- | ------------------------------------------------------------------- | --------- |
| 2003 | Cena Evalda Schorma                                         |                                 | Nikola Šuhaj                                                        | vítězství |
| 2004 | Cena Alfréda Radoka                                         | Talent roku                     |                                                                     | nominace  |
| 2005 | Cena Alfréda Radoka                                         | Talent roku                     |                                                                     | nominace  |
| 2006 | Cena Alfréda Radoka                                         | Talent roku                     |                                                                     | nominace  |
| 2007 | Grand Prix                                                  | Nejlepší inscenace roku         | Ráj srdce labyrint světa Archivováno 9. 5. 2021 na Wayback Machine. | vítězství |
| 2007 | Mezinárodní festival studentského divadla FIST              | Cena diváků                     |                                                                     | vítězství |
| 2008 | Festival v Edinburghu                                       | Total Theatre Awards            | Plačky Archivováno 9. 5. 2021 na Wayback Machine.                   | nominace  |
| 2008 | Mezinárodní festival studentského divadla FIST              | Cena diváků                     |                                                                     | vítězství |
| 2010 | Cena Alfréda Radoka                                         | Nejlepší inscenace roku         | La Putyka Archivováno 9. 5. 2021 na Wayback Machine.                | nominace  |
| 2014 | Grand Prix                                                  | Nejlepší taneční inscenace roku | Čarodějův učeň Archivováno 6. 12. 2021 na Wayback Machine.          | vítězství |
| 2015 | Cena divadelních novin                                      | Nejlepší taneční inscenace roku | Walls & Handbags Archivováno 9. 5. 2021 na Wayback Machine.         | vítězství |
| 2017 | Cena Grenouille Archivováno 11. 5. 2020 na Wayback Machine. | Nejlepší inscenace roku         | Pěna dní Archivováno 6. 12. 2021 na Wayback Machine.                | vítězství |
| 2019 | Ceny divadelní kritiky                                      | Nejlepší inscenace roku         | Kytice Archivováno 9. 5. 2021 na Wayback Machine.                   | nominace  |